# Pycnopsyche indiana
Pycnopsyche indiana là một loài Trichoptera trong họ Limnephilidae. Chúng phân bố ở miền Tân bắc.